# Fuente de Piedra-i tó
A Fuente de Piedra-i-tó (spanyolul: Laguna de Fuente de Piedra) a dél-spanyolországi Andalúzia legnagyobb tava. Gazdag élővilágáról nevezetes, 1983 óta a rámszari területek egyike.

## Leírás
A tó az andalúziához tartozó Málaga tartományban, Fuente de Piedra község területén található. A hosszúkás, kissé ovális alakú tó hossza nagyjából 6,7, szélessége körülbelül 2,5 km, területe közel 1500 hektár, de kiterjedése a vízszint ingadozásának megfelelően változik. Vízellátása kizárólag a csapadékvízből származik: részben a közvetlenül a tóba hulló esőből, illetve a vízgyűjtő területén lehulló eső felszíni és föld alatti utakon folyik bele a tóba, amelynek lefolyása viszont nincs, csak a párolgás útján veszít vizet.
A tóból kikristályosódó só kitermelése már az ókori Római Birodalom idején elkezdődött, és egészen az 1950-es évekig folytatódott. A lepárlórendszer régi gátjait, falait és csatornáit ma vízimadarak használják fészkelőhelyül.

## Élővilág
A tó gazdag élővilággal rendelkezik, különösen madárvilága, azon belül is rózsásflamingó-állománya jelentős: ez a madárfaj itt található meg a legnagyobb tömegben az Ibériai-félszigeten és a második legnagyobb tömegben egész Európában.
Összesen mintegy 170 madárfaj tartózkodik rendszeresen a térségben: egy részük állandó fészkelő, más részük áthaladó, itt megpihenő vándormadár. A fajok közül a legfontosabbak közé tartozik a már említett rózsás flamingón kívül a gyurgyalag, a barna rétihéja, a nagy goda, az ugartyúk, a mediterrán őrgébics, a kendermagos réce, a piroslábú cankó, a bíbic, a gulipán, a kék fú, a csörgő réce, a parti lile, a fehér gólya, a gólyatöcs, a házi rozsdafarkú, a havasi partfutó, a sarlós partfutó, a kanalasgém, a kis flamingó, a szárcsa, a vízityúk, a pásztorgém, az üstökösgém, a szürke gém, a dankasirály, a csóka, a daru, a sárga billegető, a kékcsőrű réce, a bakcsó, a kuvik, a batla, a csilpcsalpfüzike, az üstökösréce, a kanalas réce, a barátréce, az afrikai cigánycsuk, a bütykös ásólúd, a sordély és a kis vöcsök.
A környék egyéb gerinces állatai közül említést érdemel az üregi nyúl, a spanyol víziteknős, a pávaszemes gyík, az egyiptomi mongúz és a vörös róka.

## Képek

Panorámakép
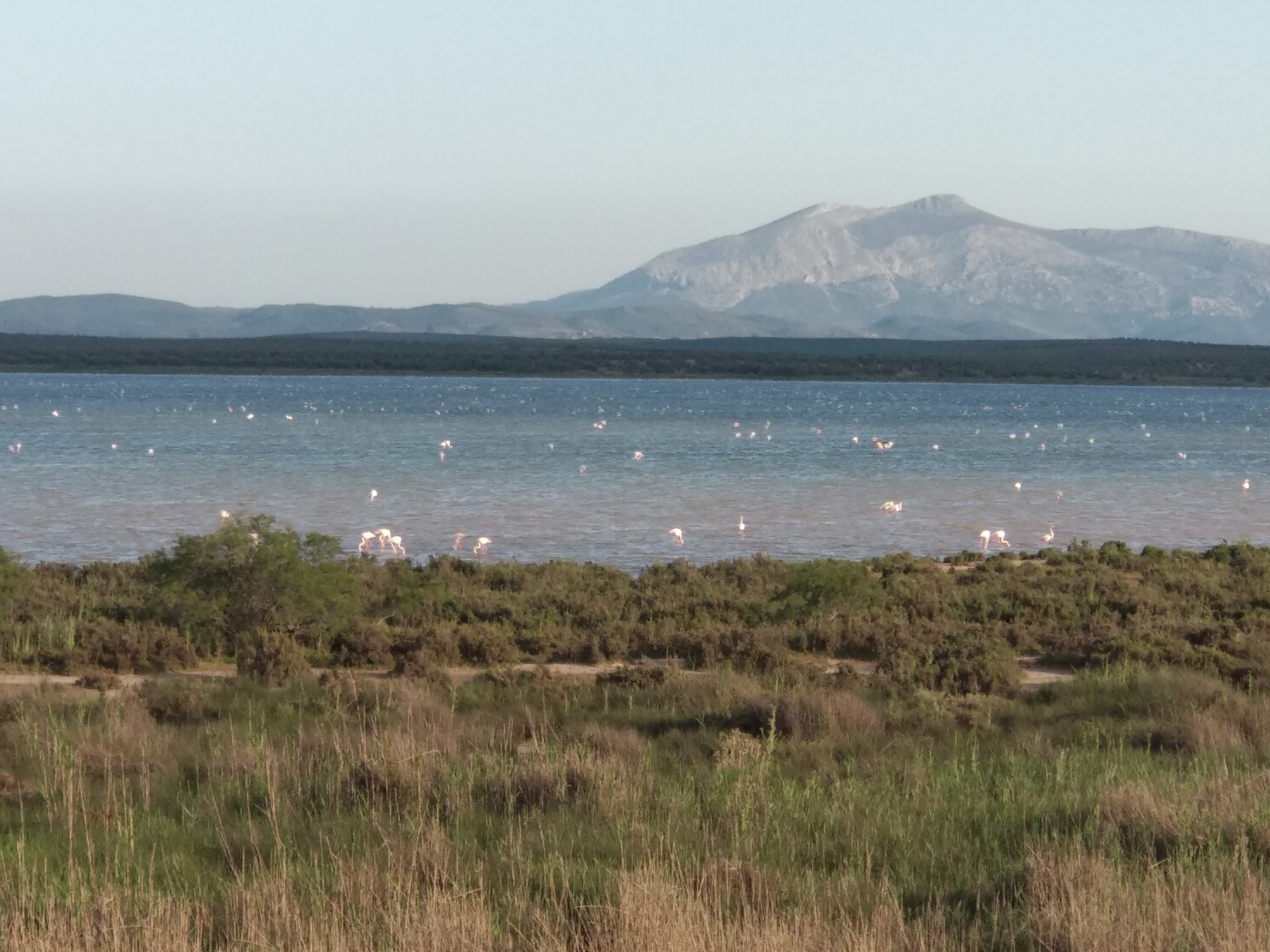
A tó egy májusi napon
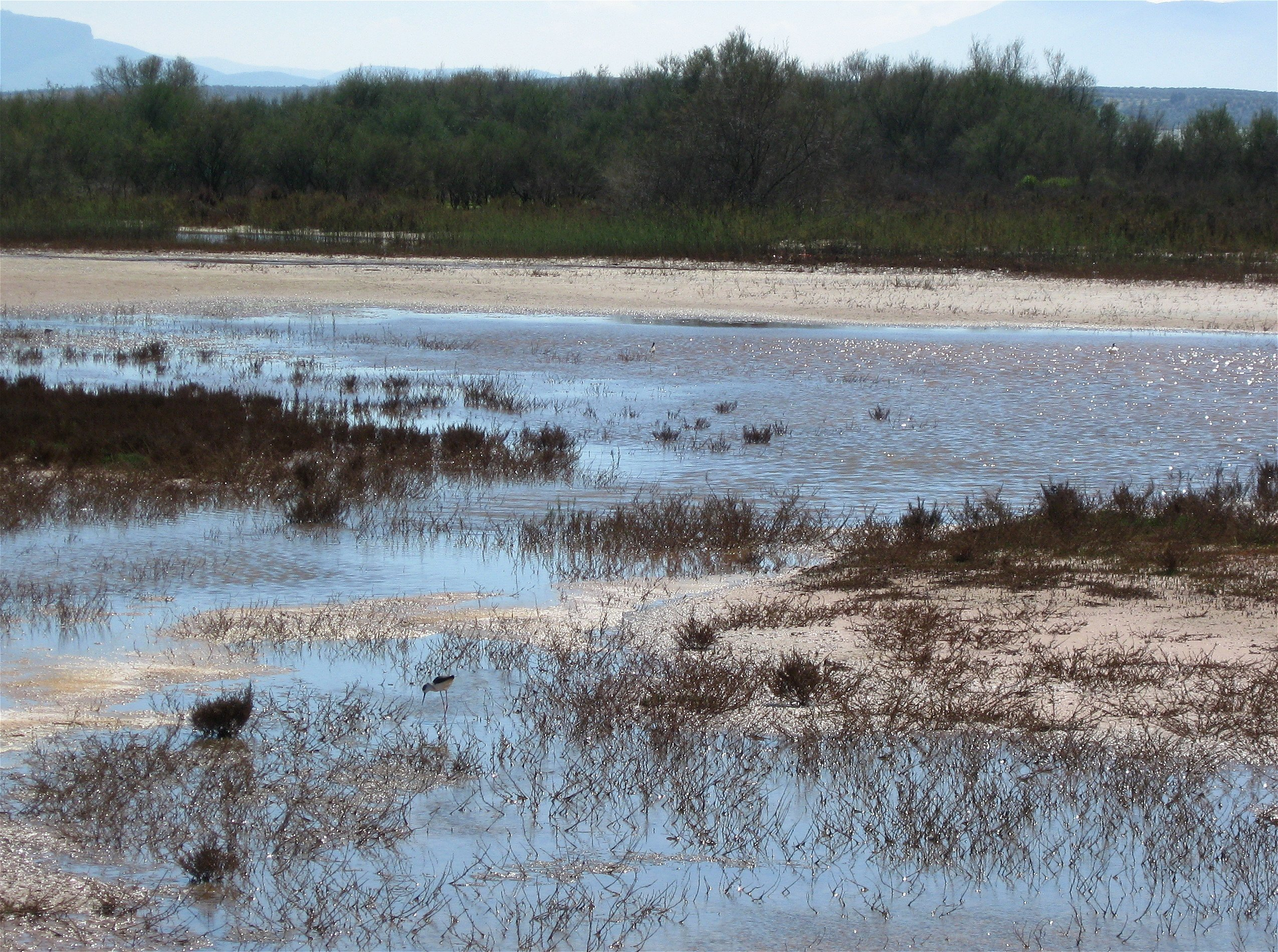
Sekély vizű partvidék
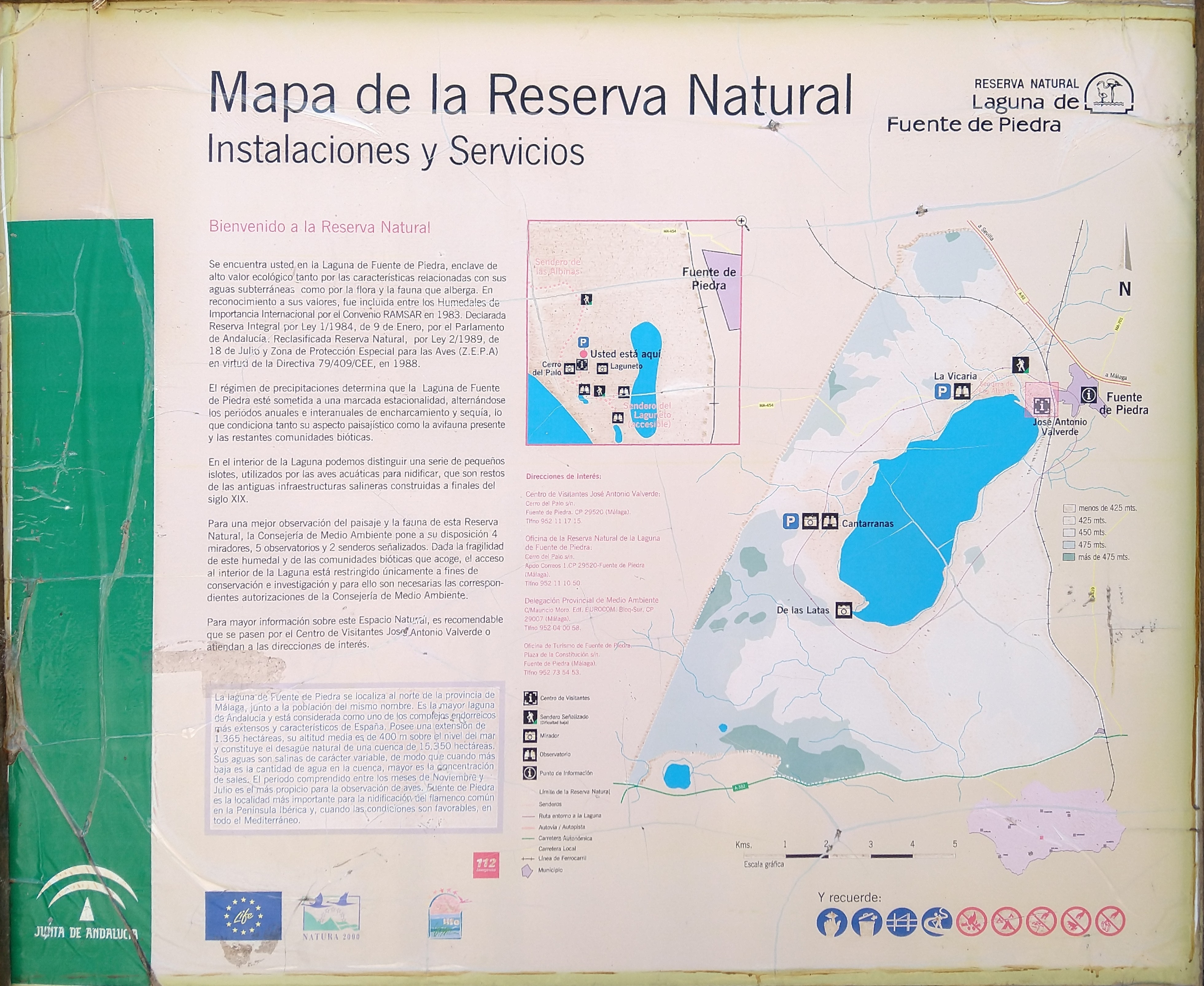
Térkép és leírás egy ismertető táblán